# 筋電義手

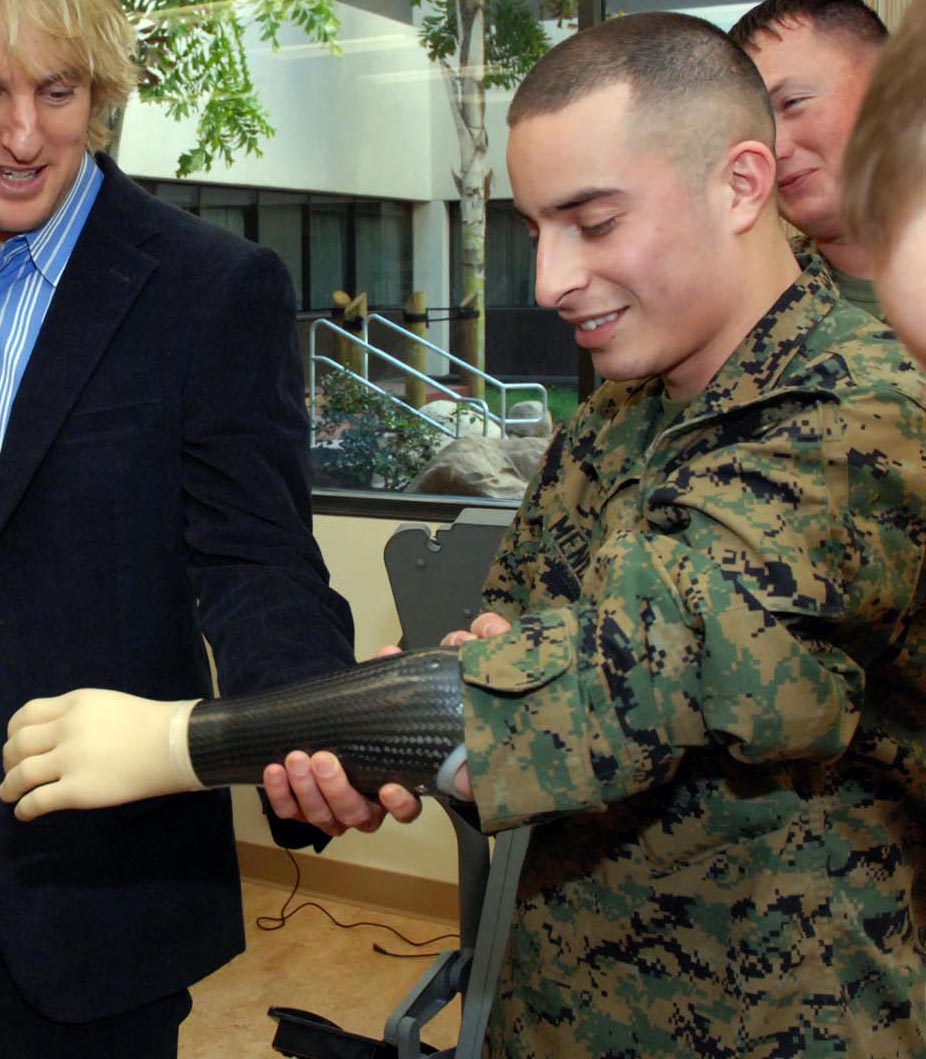
筋電義手を装着したアメリカ海兵隊の兵士。左の人物はオーウェン・ウィルソン。

筋電義手（きんでんぎしゅ）は、筋肉に発生する表面筋電位の出力量によって動作制御される義手である。
通常、義手は「重い」「暑い」「人から注目を集めたくない」「反対の手で代用できる」といった理由から、軽量であることや外観の再現が中心となって製作されることが多い。これに対して、外観よりも機能の再現を目指して開発されたのが筋電義手である。

## 仕組み
筋肉は脳から命令として発せられる微弱な電気的刺激を認識した神経から分泌されるアセチルコリンを受容体が受け止めることによって収縮する。この時、発生する電位は微弱ではあるものの、体表面でも検知することができる。これを「表面筋電位」と言い、筋電義手を動かすスイッチとなる。
操作法は個々の症例によって異なるが、切断してしまった部分を動かす筋をスイッチとする場合が多い。例えば手首を切断した場合、手首の掌屈する（掌側へ手首を曲げる）時に発生する表面筋電位を「ものを掴む」、背屈する（手の甲側へ手首を曲げる）時に発生する表面筋電位を「ものを離す」といったように、義手の動きと表面筋電位の発生方法に一定のルールを設けることで操作を行う。
このように表面筋電位を感知し、その出力が一定の閾値を超えることでスイッチをオン・オフさせて動作する仕組みである。内蔵されたモーターにより、ものを掴む・離すという動作（把持）ができ、擬似的に本人の意思で動く手を再現する。

## 開発・研究
近年では表面筋電位の閾値ではなく、表面筋電位の波形そのものから義手が動作するような筋電義手も研究されている。しかし表面筋電位は極めて微弱であることから検知が難しく、誰でも使用可能というわけではない。また内蔵されたモーターが重く、価格も高価であるので、試用体験を通し、長所・短所をよく理解しなければならない。したがって切断に詳しい医師の診断と、経験豊富な作業療法士・義肢装具士のサポートが不可欠である。現在では筋肉の電気信号だけでなく脳波の読み取りや AI を併用することによって文字を書く、ピアノを演奏するなどといった繊細な作業をこなすことができる。さらに、リハビリや練習などをしなくても 従来の義手よりもよりシームレスに動かすことができるほか、AI の学習により使用するほど自然な動作が可能になる。
世界初の商用の筋電義手は1964年にソ連のCentral Prosthetic Research Instituteによって開発され、イギリスのHangar Limb Factoryによって広められた。
日本国内でも1968年から研究が行われたが、どれも試作段階で実用化されなかった。1979年に早稲田大学理工学部で加藤一郎教授が考案した「WASEDA ハンド」を元に今仙技術研究所のワイムハンドが完成した。
2015年、電気通信大学の横井浩史教授らの研究チームによって思い通りに動かせる義手が開発された。1-2分の訓練で使いこなせるようになるのが特徴。

## 問題点
日本国内での普及率は低迷する。1998年に国内の主要な製作所で製作された義手 4417本のうち筋電義手はわずか8本だったという記録がある。2015年現在、欧米では大人用だけでなく小児用の筋電義手も普及し始めているが、日本では障害者総合支援法の支給に至るまでのハードルが依然として高い。
また価格に関しても整形外科技術分野で事業を展開するドイツの国際企業オットーボック社が世界の市場シェアをほぼ独占しているため競争が発生せず、価格が下がらない状況が続いている。
これらの問題を解決するため、3Dプリンターやスマートフォンを利用することにより、低価格ながら柔軟性が高く外観の変更も容易な筋電義手の開発が進められている。日本のexiii(イクシー) 社やイギリスのオープンバイオニクス社ではオープンソースによる開発が進められる。